# Tomoe

Un mitsudomoe su un tamburo giapponese

Il Tomoe (巴?) è un motivo astratto tipico della cultura giapponese simile alla virgola o alle perle curve note come magatama.
L'origine è incerta: noto anticamente come tomoye, alcuni pensano che originariamente significasse tomoe (鞆絵) o, disegnata sui tomo (鞆), che indicasse una protezione da braccio tonda usata dagli arcieri, mentre altri lo vedono come una magatama stilizzata.
È un elemento di design molto comune negli emblemi delle famiglie giapponesi (家紋, kamon) e nei loghi aziendali, in particolare nella forma di tre spirali che si susseguono all'interno di un cerchio conosciuta come mitsudomoe (三つ巴).

## Nelle religioni
Secondo alcuni il mitsudomoe sarebbe collegato alla triplice divisione tra Uomo, Terra e Cielo al centro dello Shintoismo, tanto che in origine è stato associato con il dio della guerra Hachiman e attraverso questo adottato dai samurai come loro simbolo tradizionale.
Una variante del mitsudomoe nota come Hidari Gomon era il simbolo tradizionale del Regno delle Ryūkyū e la setta Koyasan Shingon del Buddhismo la usa come rappresentazione del ciclo della vita. Il duplice tomoe è quasi identico nei suoi elementi di design al simbolo cinese conosciuto come taijitu, mentre il triplice tomoe è molto simile al taegeuk tricolore coreano.

Sul lato opposto dell'Eurasia, il Lauburu basco e alcune forme della spirale celtica triscele assomigliano a piccoli gruppi di tomoe.

## Nei manga
- In One Piece le tomoe sono presenti sui tamburi di Ener e sulla maglia di Sentomaru.
- In Naruto appaiono nello Sharingan e nel segno maledetto del cielo.
- Il demone tanuki Hachi, amico del monaco Miroku in Inuyasha, ha sulla veste questi segni.
- Tomoe è inoltre il nome del famiglio della dea della terra Nanami Momozono nel manga Kamisama Hajimemashita.

## Nei loghi
I tomoe appaiono nei loghi delle compagnie di telecomunicazione Tre (visibile nella parte inferiore del logo) e Vodafone.
Un tomoe singolo è inoltre al centro della croce bianca, uno dei simboli del Ku Klux Klan.
Il mitsudomoe è anche il simbolo del Dipartimento dei trasporti degli Stati Uniti d'America.